# Giuseppe Dimitri
Giuseppe Dimitri dit Peppe (Rome, 27 septembre 1956 - Rome, 30 mars 2006) était un ex-terroriste et homme politique italien. Il faisait partie des membres fondateurs de Lotta Studentesca et de Terza Posizione, plus tard, il est devenu membre des Noyaux armés révolutionnaires (NAR), une organisation armée d'extrême droite.
Après la lutte extraparlementaire, il entra dans l’Alliance nationale et joua le rôle de conseiller de Gianni Alemanno durant son mandat de ministre de l’agriculture, de l’alimentation et des forêts de 2001 à 2006.

## Biographie

### À Avanguardia Nazionale
Après une brève expérience de scouts, Peppe a approché l’Avanguardia Nazionale à l’âge de 15 ans. À cette époque, il fréquentait le Vivona, le lycée classique d'Eur, son quartier, alors à l'époque « sanctuaire  »  d'Avanguardia Nazionale. Ce mouvement extra-parlementaire a été fondé par Stefano Delle Chiaie en 1960, puis dissout puis reconstitué en 1970 par un groupe d’exilés du MSI, qui s’étaient remis de différends à l’Université de Rome et dirigés par Cesare Perri, Adriano Tilgher et Guido Paglia.
En quelques années, Dimitri devint l’une des figures majeures des jeunes néofascistes de la capitale, en particulier de ceux qui se rencontraient devant le Fungo, parmi les avenues de la Eur. Passionné de tactique militaire et de guérilla urbaine, il établit des camps dans des bois déserts ou des montagnes aux chemins inaccessibles, afin d’entraîner de jeunes militants à se battre au corps-à-corps, tempérer leur résistance physique et les habituer à survivre dans des situations extrêmes. Il a également enseigné l'utilisation des "armes blanches", telles que les bâtons et surtout les marteaux. En 1976, Avanguardia Nazionale a été dissoute car elle faisait l’objet d’une enquête en vue de la reconstitution du Parti national fasciste.

### À Terza Posizione
Giuseppe Dimitri, avec deux autres militants néo-fascistes (Roberto Fiore et Gabriele Adinolfi) à la bibliothèque romaine gérée par Walter Spedicato, a fondé Lotta Studentesca, un groupe qui prendra en 1978 le nom final et le plus connu de Terza Posizione.
« L’idée de donner vie à un nouveau mouvement politique, composé de jeunes, m’est venue à moi et Roberto devant une bière à la lampe Osram (une salle près de la gare Termini ».
Le 15 mars 1979 pour marquer l'anniversaire de la mort du néo-fasciste Franco Anselmi, tué un an plus tôt lors d'un vol qualifié dans un armurerie, un groupe d'activistes, certains en uniforme de carabinier, ont volé l'armurerie Omnia Sport à un jet de pierre de la Questura. Butin: soixante armes à feu, quinze fusils et munitions. Cela sera revendiquée par les NAR (Noyaux armés révolutionnaires) et comptait parmi les participants Giuseppe Dimitri, Valerio Fioravanti, Francesca Mambro et Alessandro Alibrandi, mais pas seulement.
Il y avait aussi des gens d'origines différentes: Livio Lai de Trieste et, en fait, Giuseppe Dimitri lui-même, alors militant à Terza Posizio. Le 14 décembre 1979, à Via Alessandria, à Rome, l'équipage d'une voiture de la police d'État sans permis remarqua trois garçons portant des cartons d'un escalier à un véhicule. L'un d'entre eux était Peppe Dimitri, qui a été bloqué par les agents alors qu'il s'apprêtait à ouvrir le feu. Les deux autres ont été capturés après une brève fusillade. Dimitri a été arrêté ; au cours de sa détention, il a rencontré plusieurs prisonniers, notamment Gianni Alemanno, Massimo Carminati et Salvatore Buzzi. Dans son repaire, des armes et vingt kilos d'explosifs ont été trouvés. Son agenda contenait le numéro personnel de Pietro Musumeci, un agent des services secrets.
Dimitri, dans sa jeunesse, a également été accusé de divers affrontements et bagarres. Parmi les crimes les plus graves, il a été condamné pour participation à un « gang armé ». Sa mère s'est suicidée quand ils l'ont accusée du meurtre d'un imprimeur. Le procès s'est terminé par l'acquittement de Dimitri. Le 23 septembre 1980, Adinolfi, Dimitri, Fiore et une quarantaine de très jeunes (beaucoup de mineurs et de jeunes adultes) ont fait l'objet d'un mandat d'arrêt pour des crimes d'association liés à l'établissement de la Terza Posizione. Giuseppe Dimitri a été libéré après avoir purgé huit ans de prison en 1988.

### À l'Alliance nationale
En 1994, Giuseppe Dimitri a mis fin à tout ce militantisme extra-parlementaire en s'inscrivant auprès de l'Alliance nationale. Il est devenu président du cercle de la civilisation romaine de la capitale. Il a ensuite épousé Barbara, fille de Giano Accame, avec qui il a eu une fille, Matilde.
En 2006, il est décédé à l'âge de 49 ans, dans un accident de voiture. Les obsèques de Peppe Dimitri, alors que les nouvelles semblaient passer inaperçues, ont attiré une foule de ministres, de parlementaires, d'anciens militants armés, de jeunes militants et de simples citoyens.
Un espace vert à l'intérieur de l'espace Colle Romito est dédié à sa mémoire.

## Source de traduction
- (it) Cet article est partiellement ou en totalité issu de l’article de Wikipédia en italien intitulé « Giuseppe Dimitri » (voir la liste des auteurs).